# Henry Dudeney
Henry Ernest Dudeney (Mayfield and Five Ashes, East Sussex, 10 de abril de 1857 – Lewes, 23 de abril de 1930) foi um matemático inglês, especialista em problemas lógicos e jogos matemáticos.

Um exemplo das dissecações articuladas de Dudeney

## Publicações
- The Canterbury Puzzles (1907)
- Amusements in Mathematics (1917)
- The World's Best Word Puzzles (1925)
- Modern Puzzles (1926)
- Puzzles and Curious Problems (1931, póstumo)
- A Puzzle-Mine (sem data, póstumo)